# Суперкуп Мађарске у фудбалу 2014.
Финале Мађарског купа 2014. је било 18. издање Суперкупа, који је годишња утакмица између шампиона НБ I и освајача Купа Мађарске. Сусрет је одигран 11. јула 2014. између екипа Ујпешта и Дебрецина.
Трофеј је освојила екипа ФК Ујпешта извођењем једанаестераца, пошто по правилима Суперкупа Мађарске, ако је резултат нерешен у регуларном времену, нема продужетака, већ одмах следе једанаестерци. Тим Будимпеште је трећи пут у својој историји освојио Суперкуп (1992, 2002, 2014).
| Победник Суперкупа 2014. |
| ------------------------ |
|                          |
| ФК Ујпешт Трећа титула   |

## Историјат
Један од учесника је и победник ОТП банкарске лиге 2013/14, екипа Дебрецина ВШК, која је по седми пут у својој историји освојила првенство. Други учесник Суперкупа је екипа ФК Ујпешта, који су 25. маја 2014, у финалу мађарског купа победили Диошђер ВТК извођењем једанаестераца после regularnog vremene у финалу Купа Мађарске 2013/14 (4 : 3), чиме је освојио свој девети пехар Купа Мађарске.

## Место одигравања утакмице
Фудбалски савез Мађарске одлучио је да се финале одржи на стадиону Ференц Пушкаш у Будимпешти. Највећи стадион у Мађарској је био у могућности да по шести пут буде домаћин финала Суперкупа (последњи пут 2013. године).

## Утакмица

### Детаљи
| ФК Дебрецин                                                                                | 0 : 0 (п. с. н.) | ФК Ујпешт                                                                                     |
| ------------------------------------------------------------------------------------------ | ---------------- | --------------------------------------------------------------------------------------------- |
|                                                                                            | Извештај         |                                                                                               |
| Пенали                                                                                     |                  |                                                                                               |
| Ибрахима Сидибе · Адам Боди · Александар Јовановић · Тибор Тиса · Јожеф Варга · Петер Мате | 4 : 5            | Душан Васиљевић · Јанош Нађ · Роберт Литаушки · Кристијан Симон · Балаж Балог · Џонатан Херис |

| Дебрецин | Ујпешт |

|               |          |                      |     |     |               |
|               |          |                      |     |     |               |
| В             | 45       | Ненад Новаковић      |     |     |               |
| З             | 13       | Пал Лазар            |     | 74’ |               |
| З             | 18       | Петер Мате           |     |     |               |
| З             | 17       | Норберт Месарош (к)  |     |     |               |
| З             | 14       | Данијел Ваднаји      |     |     |               |
| ПЗ            | 10       | Рене Михелич         |     | 46’ |               |
| ПЗ            | 33       | Јожеф Варга          | 64’ |     |               |
| ПЗ            | 8        | Селим Буадла         |     |     |               |
| ПЗ            | 27       | Адам Боди            |     |     |               |
| Н             | 70       | Тамаш Кулчар         |     | 30’ |               |
| Н             | 44       | Тибор Тсаа           |     |     |               |
| Резерве:      | Резерве: | Резерве:             | В   | 87  | Иштван Верпеш |
| З             | 24       | Игор Морозов         |     |     |               |
| ПЗ            | 25       | Душан Брковић        |     |     |               |
| ПЗ            | 69       | Корхут Михаљ         |     |     |               |
| ПЗ            | 77       | Александар Јовановић |     | 46’ |               |
| Н             | 88       | Л'Имам Сејди         |     | 30’ |               |
| Н             | 26       | Ибрагхма Сидибе      |     | 74’ |               |
| Тренер:       |          |                      |     |     |               |
| Елемер Кондаш |          |                      |     |     |               |

|                  |    |                     |     |     |
|                  |    |                     |     |     |
| В                | 1  | Саболч Балајца (к)  |     |     |
| З                | 25 | Виктор Вадас        |     |     |
| З                | 3  | Жонатан Херис       |     |     |
| З                | 5  | Роберт Литаушки     |     |     |
| З                | 17 | Гиула Форо          |     |     |
| ПЗ               | 8  | Балаш Балог         | 50’ |     |
| ПЗ               | 6  | Душан Васиљевић     |     |     |
| ПЗ               | 14 | Габор Нађ           |     |     |
| ПЗ               | 7  | Кристијан Симон     |     |     |
| ПЗ               | 4  | Филип Станисављевић |     | 86’ |
| ПЗ               | 99 | Асмір Суљић         |     | 62’ |
| Резерве:         |    |                     |     |     |
| В                | 36 | Марко Дмитровић     |     |     |
| З                | 28 | Јанош Нађ           |     | 86’ |
| З                | 32 | Герге Голдампф      |     |     |
| ПЗ               | 15 | Аристоте Мбома      |     | 62’ |
| Н                | 22 | Петер Кабат         |     |     |
| Тренер:          |    |                     |     |     |
| Небојша Вигњевић |    |                     |     |     |

Асистенти судије:

Венцел Тот (Мађарска) (линијски судија)

Роберт Кишпал (Мађарска) (линијски судија)

Иштван Вад(Мађарска) (основна линија)

Михаљ Фабијан (Мађарска) (основна линија)

Четврти судија:

Габор Ереш (Мађарска)

### Статистика
| Укупно         | Дебрецин | Ујпешт |
| -------------- | -------- | ------ |
| Голови         | 0        | 0      |
| Шутеви         | 8        | 13     |
| Шутеви на гол  | 3        | 4      |
| Корнери        | 6        | 2      |
| Фаулови        | 8        | 11     |
| Офсајди        | 0        | 2      |
| Жути картони   | 1        | 1      |
| Црвени картони | 0        | 0      |